# لوید آستین
لوید جیمز آستین سوم (به انگلیسی: Lloyd James Austin lll؛ زادهٔ ۸ اوت ۱۹۵۳ در موبیل) ژنرال چهار ستاره (ارتشبد) و بازنشسته نیروی زمینی ایالات متحده آمریکا است که از ژانویه ۲۰۲۱  تا ژانویه ۲۰۲۵ به عنوان ۲۸امین وزیر دفاع ایالات متحده آمریکا خدمت کرد. او در دورهٔ دوم ریاست‌جمهوری باراک اوباما از سال ۲۰۱۳ تا ۲۰۱۶، ۱۲امین فرمانده ستاد فرماندهی مرکزی ایالات متحده آمریکا (سنتکام) و در دورهٔ اول ریاست‌جمهوری‌اش از سال ۲۰۱۲ تا ۲۰۱۳، ۳۳امین معاون ستاد ارتش و از سال ۲۰۰۹ تا ۲۰۱۰، چهلمین مدیر ستاد مشترک نیروهای مسلح بود.  آستین نخستین شخص سیاهپوستی است که فرمانده سنتکام و وزیر دفاع شده‌است.
آستین پیش از انتصاب به سنتکام از ۳۱ ژانویه ۲۰۱۲ تا ۸ مارس ۲۰۱۳ به عنوان سی و سومین معاون رئیس ستاد نیروی زمینی ایالات متحده آمریکا فعالیت می‌کرد. وی همچنین آخرین ژنرال فرمانده نیروهای ایالات متحده آمریکا - عراق، عملیات طلوع جدید، که در ۱۸ دسامبر ۲۰۱۱ به پایان رسید، و سپس معاون رئیس ستاد ارتش ایالات متحده بود. آستین در آوریل ۲۰۱۶ از نیروی زمینی بازنشسته شد به عضویت هیات مدیره ریتیان تکنالوجیز، نیوکور و تنت-هلتکر درآمد.
در ۲۷ نوامبر سال ۲۰۲۰، اکسیوس گزارش داد که تیم انتقال بایدن-هریس آستین را برای نقش وزیر دفاع در دولت جدید در دست بررسی دارد. استین ۶۷ ساله، درجه ژنرالی چهارستاره دارد. در صورت تأیید او اولین سیاه‌پوست آمریکایی ست که ریاست وزارت دفاع را برعهده می‌گیرد. استین در آلمان خدمت و در کمیته مشترک روسای ستادها کار کرده است. وی گزینه پیشنهادی جو بایدن رئیس‌جمهوری آمریکا برای وزارت دفاع این کشور بود که توانست رای اعتماد مجلس سنا را دریافت کند